# Sheep's Head way
Le Sheep's Head Way est un des parcours de randonnée pédestre les plus récents d'Irlande. 
S’inspirant d’un randonneur ayant déjà reconnu le potentiel de la péninsule, Tom Witty, originaire de Philadelphie et James O’Mahony, fermier de la région, créèrent un comité ayant pour mission de développer un projet de randonnée. Cette dernière fut officiellement ouverte en 1996 par Mary Robinson, présidente de l’Irlande.